# Consell Català de l'Esport
Consell Català de l'Esport és un organisme autònom creat l'any 2000, que va substituir l'anterior Direcció General de l'Esport, de la qual n'assumí les funcions.
Després que fou creat l'any 2000, la Generalitat de Catalunya va aprovar el 2001 el Decret sobre els òrgans rectors i la composició i el funcionament del Consell Català de l'Esport, òrgan autònom de caràcter administratiu adscrit a la conselleria de Cultura, a proposta del conseller Jordi Vilajoana i Rovira.
Els objectius del Consell Català de l'Esport són les de planificar i executar la política esportiva de la Generalitat de Catalunya sota les directrius de la Secretaria General de l'Esport, i està adscrit al Departament de la Presidència de la Generalitat de Catalunya. Així, s'encarrega de planificar i coordinar els programes esportius de federacions, clubs i altres entitats esportives catalanes. Impulsa les activitats d'esport federat, en especial les de tecnificació i d'alt rendiment, i les seleccions esportives catalanes. Gestiona la xarxa d'equipaments esportius catalans, és seu del Registre d'Entitats Esportives, regula la inspecció esportiva i n'estableix el règim sancionador. Té incidència en els programes esportius en edat escolar i en l'esport dirigit a la ciutadania. També disposa d'una àrea de formació, d'una unitat d'esport i de salut, i d'una secció de suport a les entitats esportives. Té la seu a Esplugues de Llobregat i disposa de representació territorial a Barcelona, Girona, Tarragona, Lleida i Tortosa.
La presidència del Consell recau en el secretari general de l'esport de la Generalitat. El Consell està compost per un director, un comitè executiu i una comissió directiva, que té la funció de definir la política general del nou òrgan i la concessió d'ajudes a federacions, consells comarcals, ajuntaments i altres entitats relacionades amb l'esport. Des del febrer del 2016 el director és Consell Català de l'Esport és Antoni Reig i Casassas.